# André Six
André Jules Henri Six (ur. 15 lipca 1879 w Lambersart, zm. 1 kwietnia 1915 w Chelles) – francuski pływak, medalista Letnich Igrzysk Olimpijskich 1900 w Paryżu, w konkurencji pływanie podwodne.
Zginął podczas I wojny światowej.